# Racalmuto
Racalmuto (en sicilien : Racalmutu) est une commune de la province d'Agrigente en Sicile (Italie).

## Étymologie
Le nom Racalmuto provient du terme arabe Rahal-mout, qui signifie "la ferme des morts" car de nombreux cimetières ont été découverts dans la région.

## Culture
Sous le nom fictif de Regzalpetra, le village est le théâtre des œuvres de Leonardo Sciascia.

## Administration
| Période                                  | Période  | Identité                      | Étiquette       | Qualité |
| ---------------------------------------- | -------- | ----------------------------- | --------------- | ------- |
| 15 mai 2007                              | En cours | Salvatore Gioacchino Petrotto | Centro-Sinistra |         |
| Les données manquantes sont à compléter. |          |                               |                 |         |

### Communes limitrophes
Bompensiere, Canicattì, Castrofilippo, Favara, Grotte, Milena, Montedoro

### Jumelages
- Hamilton (Canada)
- Finale Ligure (Italie)

## Personnalités liées à la commune
- Leonardo Sciascia (1921-1989), écrivain et homme politique
- Diego La Matina (1622-1658), religieux brûlé vif par l'Inquisition